# Mieszczerskoje (obwód penzeński)
Mieszczerskoje (ros. Мещерское) – wieś (sieło) w Rosji, w obwodzie penzeńskim, w rejonie sierdobskim. W 2010 liczyła 1393 mieszkańców.